# RRAT J1819−1458
RRAT J1819−1458 ist ein Neutronenstern und gehört zur Klasse der Rotating radio transients (kurz RRAT).

## Eigenschaften
RRAT J1819−1458 sendet sporadisch Pulse von Radiowellen aus. Er hat eine Rotationsperiode von 4,26 Sekunden und verlangsamt sich, was für ein starkes Dipol-Magnetfeld (5×1013 G, 5×109 T) spricht. Die Pulse sind die hellsten aller bisher entdeckten RRATs. Es wird vermutet, dass dieser Pulsar erst etwa 100.000 Jahre alt ist.
Das Objekt hat drei Emissionsphasen während einer Periode, wobei die stärksten Pulse in der mittleren Phase kommen. Die Puls-Identität ist vergleichbar zu normalen Pulsaren und Giant Pulse Pulsaren, was auf ähnliche Abstrahlmechanismen wie dort deutet.
Es handelt sich um das erste Objekt, für das auch eine zugehörige Röntgenquelle nachgewiesen werden konnte (mit der Katalogbezeichnung CXOU J181934.1−145804). Zudem wurde festgestellt, dass Röntgen-Emissionen auch in einem Bereich mit einem Radius von etwa 13″ um das Objekt feststellbar sind, was auf die Existenz eines Nebels hindeuten könnte. Möglicherweise befindet sich noch ein zweites Objekt im System. Der Pulsar wird mit den Satelliten XMM-Newton und Chandra beobachtet.
RRAT J1819−1458 wird seit seiner Entdeckung beobachtet und zeigt Glitches – ein Verhalten das viele junge Pulsare und Magnetare zeigen.